# CART World Series 1980
CART World Series 1980 vanns av Johnny Rutherford.

## Delsegrare
| Datum        | Bana             | Vinnare           | Team             |
| ------------ | ---------------- | ----------------- | ---------------- |
| 13 april     | Ontario          | Johnny Rutherford | Hall Racing      |
| 25 maj       | Indianapolis 500 | Johnny Rutherford | Hall Racing      |
| 8 juni       | Milwaukee        | Bobby Unser       | Penske Racing    |
| 22 juni      | Pocono           | Bobby Unser       | Penske Racing    |
| 13 juli      | Mid-Ohio         | Johnny Rutherford | Hall Racing      |
| 20 juli      | Michigan 500     | Johnny Rutherford | Hall Racing      |
| 3 augusti    | Watkins Glen     | Bobby Unser       | Penske Racing    |
| 10 augusti   | Milwaukee        | Johnny Rutherford | Hall Racing      |
| 31 augusti   | Ontario          | Bobby Unser       | Penske Racing    |
| 20 september | Michigan         | Mario Andretti    | Penske Racing    |
| 26 oktober   | Mexico City      | Rick Mears        | Penske Racing    |
| 8 november   | Phoenix          | Tom Sneva         | O'Connell Racing |

## Slutställning
| Plats | Förare            | Team                                  | Poäng |
| ----- | ----------------- | ------------------------------------- | ----- |
| 1     | Johnny Rutherford | Hall Racing                           | 4723  |
| 2     | Bobby Unser       | Penske Racing                         | 3714  |
| 3     | Tom Sneva         | O'Connell Racing                      | 2930  |
| 4     | Rick Mears        | Penske Racing                         | 2866  |
| 5     | Pancho Carter     | Alex Morales Racing                   | 1855  |
| 6     | Gordon Johncock   | Patrick Racing                        | 1572  |
| 7     | Bill Alsup        | Alsup Racing                          | 1214  |
| 8     | Al Unser          | Longhorn Racing                       | 1153  |
| 9     | Gary Bettenhausen | AMI Racing                            | 1057  |
| 10    | Vern Schuppan     | Wysard Racing                         | 806   |
| 11    | Tom Bagley        | Patrick Racing                        | 794   |
| 12    | Dennis Firestone  | Rhoades Racing                        | 743   |
| 13    | Sheldon Kinser    | Leader Cards Racing                   | 697   |
| 14    | Tom Gloy          | Penske Racing                         | 680   |
| 15    | Danny Ongais      | Interscope Racing AMI Racing          | 601   |
| 16    | Mario Andretti    | Penske Racing                         | 580   |
| 17    | Spike Gehlhausen  | Fletcher Racing Wayne Woodward Racing | 473   |
| 18    | Roger Rager       | Rager Racing                          | 381   |
| 19    | Rick Muther       | Pacific Coast Motorsports             | 356   |
| 20    | Bill Tempero      | Tempero Racing                        | 331   |